# 因辛根
因辛根是德国巴伐利亚州的一个市镇。总面积21.32平方公里，总人口1130人，其中男性591人，女性539人（2011年12月31日），人口密度53人/平方公里。